# Piret (Vorname)
Piret ist die estnische Variante des Vornamens Brigitte.

## Bekannte Namensträgerinnen
- Piret Hamer (* 1980), estnische Badmintonspielerin
- Piret Järvis (* 1984), estnische Musikerin und Mitglied der Band Vanilla Ninja
- Piret Raud (* 1971), estnische Künstlerin, Kinderbuchautorin und Prosaistin
- Piret Rips (* 1965), estnische Komponistin
- Piret Viires (* 1963), estnische Literaturwissenschaftlerin